# Čar
Čar (cyr. Чар) – wieś w Serbii, w okręgu pczyńskim, w gminie Bujanovac. W 2002 roku liczyła 296 mieszkańców.